# Sylvie Vincent
Sylvie Vincent (in innu Sinipi, geborene du Crest; * 27. April 1941; † 30. April 2020 in Montreal, Kanada) war eine kanadische Anthropologin und Ethnologin. Schwerpunkt ihrer Forschungen waren die First Nations Québecs und die mündlichen Überlieferungen der Innu.

## Wirken
Sylvie Vincent war Herausgeberin der Zeitschrift Recherches amérindiennes au Québec, an der sie seit der Gründung 1972 mitwirkte. Von der Innu Joséphine Bacon begleitet, reiste Vincent nach Natashquan, um die Mythen und Geschichten der Ortsältesten aufzuzeichnen. Bacon war ihre Dolmetscherin und wissenschaftliche Hilfskraft. Neben den verschiedenen Projekten mit den Innu besuchte Vincent auch die Cree, Algonkin und die Nation Huronne-Wendat.
Vincents Beiträge zur Geschichte der First Nations in Québec wurden 2009 mit dem «Prix des Dix» der Société des Dix gewürdigt. Sie arbeitete wissenschaftlich mit bekannten Anthropologen wie Bernard Arcand, Serge Bouchard, José Mailhot und Rémi Savard zusammen. Im Februar 2020 unterstützte sie die Uashat mak Mani utenam als Beraterin in einem Gerichtsverfahren.
Sylvie Vincent starb am 30. April 2020. Museumsleiter, Chefs der First Nations und Vertreter des Tshakapesh-Instituts in Uashat (Sept-Rivières) würdigten ihr Engagement. Der Anthropologe Pierre Trudel urteilte, ihr Buch, das sie mit Bernard Arcand veröffentlichte, sei „ein schockierendes Buch“ gewesen. Sie habe die Arbeit von Geschichtslehrern und Historikern kritisiert und eingefordert, dass die Sichtweise der Einheimischen in der Geschichte Québecs vorkommt.
Die Linguistin Nadine Vincent (* 1968) ist ihre Tochter.

## Wichtigste Schriften
- Les Amérindiens dans les Annales de la Propagation de la Foi. 1971.
- mit Bernard Arcand: L’image de l'Amérindien dans les manuels scolaires du Québec – Comment les Québécois ne sont pas des sauvages. 1979.
- Baie James et Nord québécois. Dix ans après. 1988
- Le récit de Uepishtikueiau. L’arrivée des Français à Québec selon la tradition orale innue. 2003.